# Eddie Moore
Eddie Moore (* 14. September 1940 in San Francisco, Kalifornien; † 21. Mai 1990 in Oakland, Kalifornien) war ein amerikanischer Jazzmusiker (Schlagzeug).

## Leben und Wirken
Moore trat zunächst mit seinem Cousin Merl Saunders auf. Anfang der 1960er Jahre spielte er mit Richie Crabtree (Piano), Buddy Montgomery (Vibraphon) und Monk Montgomery (Bass) bei den Mastersounds, wo er an die Stelle von Benny Barth trat. Er gehörte seit Mitte der 1960er Jahre zum Quartett von Dewey Redman, mit dem er mehrere Alben aufnahm. Anschließend war er in der Hausband im Jazzhus Montmartre in Kopenhagen tätig, wo er häufig Dexter Gordon, aber auch Stan Getz begleitete. Anfang der 1970er Jahre ließ er sich in New York nieder, um dann nach San Francisco zurückzukehren, wo er mit Bobby Hutcherson arbeitete.
1975 trat er auch mit Sonny Rollins auf (Nucleus). 1987 begleitete er Mal Waldron mit wechselnden Saxophonisten wie Steve Lacy oder Barney Wilen. Weiterhin ist er auf Alben von Stanley Turrentine, Betty Carter, Woody Shaw, Pharoah Sanders und Ted Gioia zu hören. Er starb während eines Auftritts an einem Herzinfarkt.
Zur Erinnerung an Moore fand bis 2001 jährlich ein Jazzfestival in seiner Geburtsstadt statt.

## Diskographische Hinweise
- Bennie Wallace, Eddie Gomez, Eddie Moore The Fourteen Bar Blues (Enja 1978)
- David Liebman Jammin’ with Drummer Eddie Moore (rec. 1982)[3]
- David Friesen / Eddie Moore / Jim Pepper / Julian Priester / Mal Waldron Remembering the Moment (Soulnote 1994)